# Liste des matchs de l'équipe du Monténégro de football par adversaire
Cette liste présente les matchs de l'équipe du Monténégro de football par adversaire rencontré depuis son premier match officiel le 24 mars 2007 contre la Hongrie.
- Haut – A
- B
- C
- D
- E
- F
- G
- H
- I
- J
- K
- L
- M
- N
- O
- P
- Q
- R
- S
- T
- U
- V
- W
- X
- Y
- Z

## A

### Albanie
|   | Date         | Lieu                  | Match                | Score | Compétition  |
| 1 | 25 mai 2010  | Podgorica, Monténégro | Monténégro - Albanie | 0 - 1 | Match amical |
| 2 | 10 août 2011 | Shkodër, Albanie      | Albanie - Monténégro | 3 - 2 | Match amical |

Bilan
- Total de matchs disputés : 2
- Victoires de l'équipe du Monténégro : 0
- Victoires de l'équipe d'Albanie : 2
- Matchs nuls : 0

### Angleterre
|   | Date             | Lieu                  | Match                   | Score | Compétition                                           |
| 1 | 12 octobre 2010  | Londres, Angleterre   | Angleterre - Monténégro | 0 - 0 | Qualifications pour l'Euro 2012 (Groupe G)            |
| 2 | 7 octobre 2011   | Podgorica, Monténégro | Monténégro - Angleterre | 2 - 2 | Qualifications pour l'Euro 2012 (Groupe G)            |
| 3 | 26 mars 2013     | Podgorica, Monténégro | Monténégro - Angleterre | 1 - 1 | Qualifications pour la Coupe du monde 2014 (Groupe H) |
| 4 | 11 octobre 2013  | Londres, Angleterre   | Angleterre - Monténégro | 4 - 1 | Qualifications pour la Coupe du monde 2014 (Groupe H) |
| 5 | 25 mars 2019     | Podgorica, Monténégro | Monténégro - Angleterre | 1 - 5 | Qualifications pour l'Euro 2020 (Groupe A)            |
| 6 | 14 novembre 2019 | Londres, Angleterre   | Angleterre - Monténégro | 7 - 0 | Qualifications pour l'Euro 2020 (Groupe A)            |

Bilan
- Total de matchs disputés : 6
- Victoires de l'équipe du Monténégro : 0
- Victoires de l'équipe d'Angleterre : 3
- Matchs nuls : 3

### Arménie
|   | Date             | Lieu                  | Match                | Score | Compétition                                           |
| 1 | 11 novembre 2016 | Erevan, Arménie       | Arménie - Monténégro | 3 - 2 | Qualifications pour la Coupe du monde 2018 (Groupe E) |
| 2 | 10 juin 2017     | Podgorica, Monténégro | Monténégro - Arménie | 4 - 1 | Qualifications pour la Coupe du monde 2018 (Groupe E) |
| 3 | 24 mars 2022     | Erevan, Arménie       | Arménie - Monténégro | 1 - 0 | Match amical                                          |
| 4 | 9 juin 2025      | Nikšić, Monténégro    | Monténégro - Arménie | 2 - 2 | Match amical                                          |

Bilan
- Total de matchs disputés : 4
- Victoires de l'équipe du Monténégro : 1
- Victoires de l'équipe d'Arménie : 2
- Matchs nuls : 1

### Autriche
|   | Date            | Lieu                  | Match                 | Score | Compétition                                |
| 1 | 12 octobre 2014 | Vienne, Autriche      | Autriche - Monténégro | 1 - 0 | Qualifications pour l'Euro 2016 (Groupe G) |
| 2 | 9 octobre 2015  | Podgorica, Monténégro | Monténégro - Autriche | 2 - 3 | Qualifications pour l'Euro 2016 (Groupe G) |

Bilan
- Total de matchs disputés : 2
- Victoires de l'équipe du Monténégro : 0
- Victoires de l'équipe d'Autriche : 2
- Matchs nuls : 0

### Azerbaïdjan
|   | Date             | Lieu                  | Match                    | Score | Compétition  |
| 1 | 17 novembre 2010 | Podgorica, Monténégro | Monténégro - Azerbaïdjan | 2 - 0 | Match amical |

Bilan
- Total de matchs disputés : 1
- Victoires de l'équipe du Monténégro : 1
- Victoires de l'équipe d'Azerbaïdjan : 0
- Matchs nuls : 0

## B

### Belgique
|   | Date        | Lieu                | Match                 | Score | Compétition  |
| 1 | 25 mai 2012 | Bruxelles, Belgique | Belgique - Monténégro | 2 - 2 | Match amical |
| 2 | 5 juin 2024 | Bruxelles, Belgique | Belgique - Monténégro | 2 - 0 | Match amical |

Bilan
- Total de matchs disputés : 2
- Victoires de l'équipe du Monténégro : 0
- Victoires de l'équipe de Belgique : 1
- Matchs nuls : 1

### Biélorussie
|   | Date             | Lieu                  | Match                    | Score | Compétition  |
| 1 | 18 novembre 2009 | Podgorica, Monténégro | Monténégro - Biélorussie | 1 - 0 | Match amical |
| 2 | 14 août 2013     | Jodzina, Biélorussie  | Biélorussie - Monténégro | 1 - 1 | Match amical |
| 3 | 29 mars 2016     | Podgorica, Monténégro | Monténégro - Biélorussie | 0 - 0 | Match amical |
| 4 | 19 novembre 2019 | Podgorica, Monténégro | Monténégro - Biélorussie | 2 - 0 | Match amical |
| 5 | 21 mars 2024     | Aksu, Turquie         | Biélorussie - Monténégro | 0 - 2 | Match amical |

Bilan
- Total de matchs disputés : 5
- Victoires de l'équipe du Monténégro : 3
- Victoires de l'équipe de Biélorussie : 0
- Matchs nuls : 2

### Bosnie-Herzégovine
|   | Date              | Lieu                         | Match                           | Score | Compétition                           |
| 1 | 28 mai 2018       | Zenica, Bosnie-Herzégovine   | Bosnie-Herzégovine - Monténégro | 0 - 0 | Match amical                          |
| 2 | 2 juin 2021       | Sarajevo, Bosnie-Herzégovine | Bosnie-Herzégovine - Monténégro | 0 - 0 | Match amical                          |
| 3 | 11 juin 2022      | Podgorica, Monténégro        | Monténégro - Bosnie-Herzégovine | 1 - 1 | Ligue des nations 2022-2023 (Ligue B) |
| 4 | 23 septembre 2022 | Zenica, Bosnie-Herzégovine   | Bosnie-Herzégovine - Monténégro | 1 - 0 | Ligue des nations 2022-2023 (Ligue B) |

Bilan
- Total de matchs disputés : 4
- Victoires de l'équipe du Monténégro : 0
- Victoires de l'équipe de Bosnie-Herzégovine : 1
- Matchs nuls : 3

### Bulgarie
|   | Date              | Lieu                  | Match                 | Score | Compétition                                           |
| 1 | 6 septembre 2008  | Podgorica, Monténégro | Monténégro - Bulgarie | 2 - 2 | Qualifications pour la Coupe du monde 2010 (Groupe 8) |
| 2 | 5 septembre 2009  | Sofia, Bulgarie       | Bulgarie - Monténégro | 4 - 1 | Qualifications pour la Coupe du monde 2010 (Groupe 8) |
| 3 | 7 septembre 2010  | Sofia, Bulgarie       | Bulgarie - Monténégro | 0 - 1 | Qualifications pour l'Euro 2012 (Groupe G)            |
| 4 | 11 juin 2011      | Podgorica, Monténégro | Monténégro - Bulgarie | 1 - 1 | Qualifications pour l'Euro 2012 (Groupe G)            |
| 5 | 22 mars 2019      | Sofia, Bulgarie       | Bulgarie - Monténégro | 1 - 1 | Qualifications pour l'Euro 2020 (Groupe A)            |
| 6 | 11 octobre 2019   | Podgorica, Monténégro | Monténégro - Bulgarie | 0 - 0 | Qualifications pour l'Euro 2020 (Groupe A)            |
| 7 | 24 mars 2023      | Razgrad, Bulgarie     | Bulgarie - Monténégro | 0 - 1 | Qualifications pour l'Euro 2024 (Groupe G)            |
| 8 | 10 septembre 2023 | Podgorica, Monténégro | Monténégro - Bulgarie | 2 - 1 | Qualifications pour l'Euro 2024 (Groupe G)            |

Bilan
- Total de matchs disputés : 8
- Victoires de l'équipe du Monténégro : 3
- Victoires de l'équipe de Bulgarie : 1
- Matchs nuls : 4

## C

### Chypre
|   | Date             | Lieu                  | Match                 | Score | Compétition                                           |
| 1 | 6 juin 2009      | Larnaca, Chypre       | Bulgarie - Monténégro | 2 - 2 | Qualifications pour la Coupe du monde 2010 (Groupe 8) |
| 2 | 9 septembre 2009 | Podgorica, Monténégro | Monténégro - Chypre   | 1 - 1 | Qualifications pour la Coupe du monde 2010 (Groupe 8) |
| 3 | 23 mars 2018     | Nicosie, Chypre       | Chypre - Monténégro   | 0 - 0 | Match amical                                          |
| 4 | 5 septembre 2020 | Nicosie, Chypre       | Chypre - Monténégro   | 0 - 2 | Ligue des nations 2020-2021 (Ligue C)                 |
| 5 | 17 novembre 2020 | Podgorica, Monténégro | Monténégro - Chypre   | 4 - 0 | Ligue des nations 2020-2021 (Ligue C)                 |

Bilan
- Total de matchs disputés : 5
- Victoires de l'équipe du Monténégro : 2
- Victoires de l'équipe de Chypre : 0
- Matchs nuls : 3

### Colombie
|   | Date        | Lieu             | Match                 | Score | Compétition      |
| 1 | 3 juin 2007 | Matsumoto, Japon | Colombie - Monténégro | 1 - 0 | Coupe Kirin 2007 |

Bilan
- Total de matchs disputés : 1
- Victoires de l'équipe du Monténégro : 0
- Victoires de l'équipe de Colombie : 1
- Matchs nuls : 0

### Croatie
|   | Date             | Lieu       | Match                | Score | Compétition                                           |
| 1 | 8 septembre 2025 | Croatie    | Croatie - Monténégro | -     | Qualifications pour la Coupe du monde 2026 (Groupe L) |
| 2 | 17 novembre 2025 | Monténégro | Monténégro - Craotie | -     | Qualifications pour la Coupe du monde 2026 (Groupe L) |

Bilan
- Total de matchs disputés : 0
- Victoires de l'équipe du Monténégro : 0
- Victoires de l'équipe de Croatie : 0
- Matchs nuls : 0

## D

### Danemark
|   | Date            | Lieu                  | Match                 | Score | Compétition                                           |
| 1 | 8 juin 2015     | Viborg, Danemark      | Danemark - Monténégro | 2 - 1 | Match amical                                          |
| 2 | 11 octobre 2016 | Copenhague, Danemark  | Danemark - Monténégro | 0 - 1 | Qualifications pour la Coupe du monde 2018 (Groupe E) |
| 3 | 5 octobre 2017  | Podgorica, Monténégro | Monténégro - Danemark | 0 - 1 | Qualifications pour la Coupe du monde 2018 (Groupe E) |

Bilan
- Total de matchs disputés : 3
- Victoires de l'équipe du Monténégro : 1
- Victoires de l'équipe du Danemark : 2
- Matchs nuls : 0

## E

### Estonie
|   | Date            | Lieu             | Match                | Score | Compétition  |
| 1 | 17 octobre 2007 | Tallinn, Estonie | Estonie - Monténégro | 0 - 1 | Match amical |

Bilan
- Total de matchs disputés : 1
- Victoires de l'équipe du Monténégro : 1
- Victoires de l'équipe d'Estonie : 0
- Matchs nuls : 0

## F

### Finlande
|   | Date              | Lieu                  | Match                 | Score | Compétition                           |
| 1 | 7 juin 2022       | Helsinki, Finlande    | Finlande - Monténégro | 2 - 0 | Ligue des nations 2022-2023 (Ligue B) |
| 2 | 26 septembre 2022 | Podgorica, Monténégro | Monténégro - Finlande | 0 - 2 | Ligue des nations 2022-2023 (Ligue B) |

Bilan
- Total de matchs disputés : 2
- Victoires de l'équipe du Monténégro : 0
- Victoires de l'équipe de Finlande : 2
- Matchs nuls : 0

## G

### Géorgie
|   | Date            | Lieu                  | Match                | Score | Compétition                                           |
| 1 | 1er avril 2009  | Tbilissi, Géorgie     | Géorgie - Monténégro | 0 - 0 | Qualifications pour la Coupe du monde 2010 (Groupe 8) |
| 2 | 10 octobre 2009 | Podgorica, Monténégro | Monténégro - Géorgie | 2 - 1 | Qualifications pour la Coupe du monde 2010 (Groupe 8) |
| 3 | 9 juin 2024     | Podgorica, Monténégro | Monténégro - Géorgie | 1 - 3 | Match amical                                          |

Bilan
- Total de matchs disputés : 3
- Victoires de l'équipe du Monténégro : 1
- Victoires de l'équipe de Géorgie : 1
- Matchs nuls : 1

### Ghana
|   | Date        | Lieu                  | Match              | Score | Compétition  |
| 1 | 5 mars 2014 | Podgorica, Monténégro | Monténégro - Ghana | 1 - 0 | Match amical |

Bilan
- Total de matchs disputés : 1
- Victoires de l'équipe du Monténégro : 1
- Victoires de l'équipe du Ghana : 0
- Matchs nuls : 0

### Gibraltar
|   | Date             | Lieu                  | Match                  | Score | Compétition                                           |
| 1 | 27 mars 2021     | Podgorica, Monténégro | Monténégro - Gibraltar | 4 - 1 | Qualifications pour la Coupe du monde 2022 (Groupe G) |
| 2 | 8 octobre 2021   | Gibraltar, Gibraltar  | Gibraltar - Monténégro | 0 - 3 | Qualifications pour la Coupe du monde 2022 (Groupe G) |
| 3 | 22 mars 2025     | Nikšić, Monténégro    | Monténégro - Gibraltar | 3 - 1 | Qualifications pour la Coupe du monde 2026 (Groupe L) |
| 4 | 14 novembre 2025 | Gibraltar, Gibraltar  | Gibraltar - Monténégro | -     | Qualifications pour la Coupe du monde 2026 (Groupe L) |

Bilan
- Total de matchs disputés : 3
- Victoires de l'équipe du Monténégro : 3
- Victoires de l'équipe de Gibraltar : 0
- Matchs nuls : 0

### Grèce
|   | Date         | Lieu                  | Match              | Score | Compétition  |
| 1 | 24 mars 2016 | Le Pirée, Grèce       | Grèce - Monténégro | 2 - 1 | Match amical |
| 2 | 28 mars 2022 | Podgorica, Monténégro | Monténégro - Grèce | 1 - 0 | Match amical |

Bilan
- Total de matchs disputés : 2
- Victoires de l'équipe du Monténégro : 1
- Victoires de l'équipe de Grèce : 1
- Matchs nuls : 0

## H

### Hongrie
|   | Date             | Lieu                  | Match                | Score | Compétition                                |
| 1 | 26 mars 2007     | Podgorica, Monténégro | Monténégro - Hongrie | 2 - 1 | Match amical                               |
| 2 | 20 août 2008     | Budapest, Hongrie     | Hongrie - Monténégro | 3 - 3 | Match amical                               |
| 3 | 5 septembre 2019 | Podgorica, Monténégro | Monténégro - Hongrie | 2 - 1 | Match amical                               |
| 4 | 17 juin 2023     | Podgorica, Monténégro | Monténégro - Hongrie | 0 - 0 | Qualifications pour l'Euro 2024 (Groupe G) |
| 5 | 19 novembre 2023 | Budapest, Hongrie     | Hongrie - Monténégro | 3 - 1 | Qualifications pour l'Euro 2024 (Groupe G) |

Bilan
- Total de matchs disputés : 5
- Victoires de l'équipe du Monténégro : 2
- Victoires de l'équipe de Hongrie : 1
- Matchs nuls : 2

## I

### Îles Féroé
|   | Date           | Lieu                 | Match                   | Score | Compétition                                           |
| 1 | 25 mars 2025   | Nikšić, Monténégro   | Monténégro - Îles Féroé | 1 - 0 | Qualifications pour la Coupe du monde 2026 (Groupe L) |
| 2 | 9 octobre 2025 | Tórshavn, Îles Féroé | Îles Féroé - Monténégro | -     | Qualifications pour la Coupe du monde 2026 (Groupe L) |

Bilan
- Total de matchs disputés : 1
- Victoires de l'équipe du Monténégro : 1
- Victoires de l'équipe des îles Féroé : 0
- Matchs nuls : 0

### Iran
|   | Date        | Lieu                  | Match             | Score | Compétition  |
| 1 | 26 mai 2014 | Hartberg, Autriche    | Iran - Monténégro | 0 - 0 | Match amical |
| 2 | 4 juin 2017 | Podgorica, Monténégro | Monténégro - Iran | 1 - 2 | Match amical |

Bilan
- Total de matchs disputés : 2
- Victoires de l'équipe du Monténégro : 0
- Victoires de l'équipe d'Iran : 1
- Matchs nuls : 1

### Irlande
|   | Date              | Lieu                  | Match                | Score | Compétition                                           |
| 1 | 10 septembre 2008 | Podgorica, Monténégro | Monténégro - Irlande | 0 - 0 | Qualifications pour la Coupe du monde 2010 (Groupe 8) |
| 2 | 14 octobre 2009   | Dublin, Irlande       | Irlande - Monténégro | 0 - 0 | Qualifications pour la Coupe du monde 2010 (Groupe 8) |

Bilan
- Total de matchs disputés : 2
- Victoires de l'équipe du Monténégro : 0
- Victoires de l'équipe d'Irlande : 0
- Matchs nuls : 2

### Irlande du Nord
|   | Date         | Lieu                  | Match                        | Score | Compétition  |
| 1 | 11 août 2010 | Podgorica, Monténégro | Monténégro - Irlande du Nord | 2 - 0 | Match amical |

Bilan
- Total de matchs disputés : 1
- Victoires de l'équipe du Monténégro : 1
- Victoires de l'équipe d'Irlande du Nord : 0
- Matchs nuls : 0

### Islande
|   | Date             | Lieu                  | Match                | Score | Compétition                           |
| 1 | 29 février 2012  | Podgorica, Monténégro | Monténégro - Islande | 2 - 1 | Match amical                          |
| 2 | 6 septembre 2024 | Reykjavik, Islande    | Islande - Monténégro | 2 - 0 | Ligue des nations 2024-2025 (Ligue B) |
| 3 | 16 novembre 2024 | Nikšić, Monténégro    | Monténégro - Islande | 0 - 2 | Ligue des nations 2024-2025 (Ligue B) |

Bilan
- Total de matchs disputés : 3
- Victoires de l'équipe du Monténégro : 1
- Victoires de l'équipe d'Islande : 2
- Matchs nuls : 0

### Israël
|   | Date        | Lieu                  | Match               | Score | Compétition  |
| 1 | 5 juin 2021 | Podgorica, Monténégro | Monténégro - Israël | 1 - 3 | Match amical |

Bilan
- Total de matchs disputés : 1
- Victoires de l'équipe du Monténégro : 0
- Victoires de l'équipe d'Israël : 1
- Matchs nuls : 0

### Italie
|   | Date            | Lieu                  | Match               | Score | Compétition                                           |
| 1 | 15 octobre 2008 | Lecce, Italie         | Italie - Monténégro | 2 - 1 | Qualifications pour la Coupe du monde 2010 (Groupe 8) |
| 2 | 28 mars 2009    | Podgorica, Monténégro | Monténégro - Italie | 0 - 2 | Qualifications pour la Coupe du monde 2010 (Groupe 8) |

Bilan
- Total de matchs disputés : 2
- Victoires de l'équipe du Monténégro : 0
- Victoires de l'équipe d'Italie : 2
- Matchs nuls : 0

## J

### Japon
|   | Date          | Lieu           | Match              | Score | Compétition      |
| 1 | 1er juin 2007 | Fukuroi, Japon | Japon - Monténégro | 2 - 0 | Coupe Kirin 2007 |

Bilan
- Total de matchs disputés : 1
- Victoires de l'équipe du Monténégro : 0
- Victoires de l'équipe du Japon : 1
- Matchs nuls : 0

## K

### Kazakhstan
|   | Date               | Lieu                  | Match                   | Score | Compétition                                           |
| 1 | 27 mai 2008        | Podgorica, Monténégro | Monténégro - Kazakhstan | 3 - 0 | Match amical                                          |
| 2 | 8 octobre 2016     | Podgorica, Monténégro | Monténégro - Kazakhstan | 5 - 0 | Qualifications pour la Coupe du monde 2018 (Groupe E) |
| 3 | 1er septembre 2017 | Astana, Kazakhstan    | Kazakhstan - Monténégro | 0 - 3 | Qualifications pour la Coupe du monde 2018 (Groupe E) |
| 4 | 11 novembre 2020   | Podgorica, Monténégro | Monténégro - Kazakhstan | 0 - 0 | Match amical                                          |

Bilan
- Total de matchs disputés : 4
- Victoires de l'équipe du Monténégro : 3
- Victoires de l'équipe du Kazakhstan : 0
- Matchs nuls : 1

### Kosovo
|   | Date            | Lieu                  | Match               | Score | Compétition                                |
| 1 | 7 juin 2019     | Podgorica, Monténégro | Monténégro - Kosovo | 1 - 1 | Qualifications pour l'Euro 2020 (Groupe A) |
| 2 | 14 octobre 2019 | Pristina, Kosovo      | Kosovo - Monténégro | 2 - 0 | Qualifications pour l'Euro 2020 (Groupe A) |

Bilan
- Total de matchs disputés : 2
- Victoires de l'équipe du Monténégro : 0
- Victoires de l'équipe du Kosovo : 1
- Matchs nuls : 1

## L

### Lettonie
|   | Date             | Lieu                  | Match                 | Score | Compétition                                           |
| 1 | 15 août 2012     | Podgorica, Monténégro | Monténégro - Lettonie | 2 - 0 | Match amical                                          |
| 2 | 7 octobre 2020   | Podgorica, Monténégro | Monténégro - Lettonie | 1 - 1 | Match amical                                          |
| 3 | 24 mars 2021     | Riga, Lettonie        | Lettonie - Monténégro | 1 - 2 | Qualifications pour la Coupe du monde 2022 (Groupe G) |
| 4 | 7 septembre 2021 | Podgorica, Monténégro | Monténégro - Lettonie | 0 - 0 | Qualifications pour la Coupe du monde 2022 (Groupe G) |

Bilan
- Total de matchs disputés : 4
- Victoires de l'équipe du Monténégro : 2
- Victoires de l'équipe de Lettonie : 0
- Matchs nuls : 2

### Liban
|   | Date            | Lieu                  | Match              | Score | Compétition  |
| 1 | 12 octobre 2023 | Podgorica, Monténégro | Monténégro - Liban | 3 - 2 | Match amical |

Bilan
- Total de matchs disputés : 1
- Victoires de l'équipe du Monténégro : 1
- Victoires de l'équipe du Liban : 0
- Matchs nuls : 0

### Liechtenstein
|   | Date             | Lieu                  | Match                      | Score | Compétition                                |
| 1 | 9 octobre 2014   | Vaduz, Liechtenstein  | Liechtenstein - Monténégro | 0 - 0 | Qualifications pour l'Euro 2016 (Groupe G) |
| 2 | 5 septembre 2015 | Podgorica, Monténégro | Monténégro - Liechtenstein | 2 - 0 | Qualifications pour l'Euro 2016 (Groupe G) |

Bilan
- Total de matchs disputés : 2
- Victoires de l'équipe du Monténégro : 1
- Victoires de l'équipe du Liechtenstein : 0
- Matchs nuls : 1

### Lituanie
|   | Date              | Lieu                  | Match                 | Score | Compétition                                |
| 1 | 10 septembre 2018 | Podgorica, Monténégro | Monténégro - Lituanie | 2 - 0 | Ligue des nations 2018-2019 (Ligue C)      |
| 2 | 14 octobre 2018   | Vilnius, Lituanie     | Lituanie - Monténégro | 1 - 4 | Ligue des nations 2018-2019 (Ligue C)      |
| 3 | 7 septembre 2023  | Kaunas, Lituanie      | Lituanie - Monténégro | 2 - 2 | Qualifications pour l'Euro 2024 (Groupe G) |
| 4 | 16 novembre 2023  | Podgorica, Monténégro | Monténégro - Lituanie | 2 - 0 | Qualifications pour l'Euro 2024 (Groupe G) |

Bilan
- Total de matchs disputés : 4
- Victoires de l'équipe du Monténégro : 3
- Victoires de l'équipe de Lituanie : 0
- Matchs nuls : 1

### Luxembourg
|   | Date             | Lieu                   | Match                   | Score | Compétition                           |
| 1 | 17 novembre 2013 | Luxembourg, Luxembourg | Luxembourg - Monténégro | 1 - 4 | Match amical                          |
| 2 | 8 septembre 2020 | Luxembourg, Luxembourg | Luxembourg - Monténégro | 0 - 1 | Ligue des nations 2020-2021 (Ligue C) |
| 3 | 13 octobre 2020  | Podgorica, Monténégro  | Monténégro - Luxembourg | 1 - 2 | Ligue des nations 2020-2021 (Ligue C) |

Bilan
- Total de matchs disputés : 3
- Victoires de l'équipe du Monténégro : 2
- Victoires de l'équipe du Luxembourg : 1
- Matchs nuls : 0

## M

### Macédoine du Nord
|   | Date             | Lieu                      | Match                          | Score | Compétition  |
| 1 | 19 novembre 2008 | Podgorica, Monténégro     | Monténégro - Macédoine         | 2 - 1 | Match amical |
| 2 | 3 mars 2010      | Skopje, Macédoine du Nord | Macédoine - Monténégro         | 2 - 1 | Match amical |
| 3 | 12 novembre 2015 | Skopje, Macédoine du Nord | Macédoine - Monténégro         | 4 - 1 | Match amical |
| 4 | 25 mars 2024     | Aksu, Turquie             | Monténégro - Macédoine du Nord | 1 - 0 | Match amical |

Bilan
- Total de matchs disputés : 4
- Victoires de l'équipe du Monténégro : 2
- Victoires de l'équipe de Macédoine du Nord : 2
- Matchs nuls : 0

### Moldavie
|   | Date             | Lieu                  | Match                 | Score | Compétition                                           |
| 1 | 22 mars 2013     | Chișinău, Moldavie    | Moldavie - Monténégro | 0 - 1 | Qualifications pour la Coupe du monde 2014 (Groupe H) |
| 2 | 15 octobre 2013  | Podgorica, Monténégro | Monténégro - Moldavie | 2 - 5 | Qualifications pour la Coupe du monde 2014 (Groupe H) |
| 3 | 8 septembre 2014 | Podgorica, Monténégro | Monténégro - Moldavie | 2 - 0 | Qualifications pour l'Euro 2016 (Groupe G)            |
| 4 | 8 septembre 2015 | Chișinău, Moldavie    | Moldavie - Monténégro | 0 - 2 | Qualifications pour l'Euro 2016 (Groupe G)            |

Bilan
- Total de matchs disputés : 4
- Victoires de l'équipe du Monténégro : 3
- Victoires de l'équipe de Moldavie : 1
- Matchs nuls : 0

## N

### Norvège
|   | Date            | Lieu                  | Match                | Score | Compétition                                           |
| 1 | 26 mars 2008    | Podgorica, Monténégro | Monténégro - Norvège | 3 - 1 | Match amical                                          |
| 2 | 29 mai 2010     | Oslo, Norvège         | Norvège - Monténégro | 2 - 1 | Match amical                                          |
| 3 | 30 mars 2021    | Podgorica, Monténégro | Monténégro - Norvège | 0 - 1 | Qualifications pour la Coupe du monde 2022 (Groupe G) |
| 4 | 11 octobre 2021 | Oslo, Norvège         | Norvège - Monténégro | 2 - 0 | Qualifications pour la Coupe du monde 2022 (Groupe G) |

Bilan
- Total de matchs disputés : 4
- Victoires de l'équipe du Monténégro : 1
- Victoires de l'équipe de Norvège : 3
- Matchs nuls : 0

## O

### Ouzbékistan
|   | Date         | Lieu                  | Match                    | Score | Compétition  |
| 1 | 25 mars 2011 | Podgorica, Monténégro | Monténégro - Ouzbékistan | 1 - 0 | Match amical |

Bilan
- Total de matchs disputés : 1
- Victoires de l'équipe du Monténégro : 1
- Victoires de l'équipe d'Ouzbékistan : 0
- Matchs nuls : 0

## P

### Pays-Bas
|   | Date             | Lieu                  | Match                 | Score | Compétition                                           |
| 1 | 4 septembre 2021 | Amsterdam, Pays-Bas   | Pays-Bas - Monténégro | 4 - 0 | Qualifications pour la Coupe du monde 2022 (Groupe G) |
| 2 | 13 novembre 2021 | Podgorica, Monténégro | Monténégro - Pays-Bas | 2 - 2 | Qualifications pour la Coupe du monde 2022 (Groupe G) |

Bilan
- Total de matchs disputés : 2
- Victoires de l'équipe du Monténégro : 0
- Victoires de l'équipe des Pays-Bas : 1
- Matchs nuls : 1

### Pays de Galles
|   | Date             | Lieu                    | Match                       | Score | Compétition                                |
| 1 | 12 août 2009     | Podgorica, Monténégro   | Monténégro - Pays de Galles | 2 - 1 | Match amical                               |
| 2 | 3 septembre 2010 | Podgorica, Monténégro   | Monténégro - Pays de Galles | 1 - 0 | Qualifications pour l'Euro 2012 (Groupe G) |
| 3 | 2 septembre 2011 | Cardiff, Pays de Galles | Pays de Galles - Monténégro | 2 - 1 | Qualifications pour l'Euro 2012 (Groupe G) |
| 4 | 9 septembre 2024 | Nikšić, Monténégro      | Monténégro - Pays de Galles | 1 - 2 | Ligue des nations 2024-2025 (Ligue B)      |
| 5 | 14 octobre 2024  | Cardiff, Pays de Galles | Pays de Galles - Monténégro | 1 - 0 | Ligue des nations 2024-2025 (Ligue B)      |

Bilan
- Total de matchs disputés : 5
- Victoires de l'équipe du Monténégro : 2
- Victoires de l'équipe du Pays de Galles : 3
- Matchs nuls : 0

### Pologne
|   | Date             | Lieu                  | Match                | Score | Compétition                                           |
| 1 | 7 septembre 2012 | Podgorica, Monténégro | Monténégro - Pologne | 2 - 2 | Qualifications pour la Coupe du monde 2014 (Groupe H) |
| 2 | 6 septembre 2013 | Varsovie, Pologne     | Pologne - Monténégro | 2 - 2 | Qualifications pour la Coupe du monde 2014 (Groupe H) |
| 3 | 26 mars 2017     | Podgorica, Monténégro | Monténégro - Pologne | 1 - 2 | Qualifications pour la Coupe du monde 2018 (Groupe E) |
| 4 | 8 octobre 2017   | Varsovie, Pologne     | Pologne - Monténégro | 4 - 2 | Qualifications pour la Coupe du monde 2018 (Groupe E) |

Bilan
- Total de matchs disputés : 4
- Victoires de l'équipe du Monténégro : 0
- Victoires de l'équipe de Pologne : 2
- Matchs nuls : 2

## R

### Roumanie
|   | Date             | Lieu                  | Match                 | Score | Compétition                                           |
| 1 | 31 mai 2008      | Bucarest, Roumanie    | Roumanie - Monténégro | 4 - 0 | Match amical                                          |
| 2 | 4 septembre 2016 | Cluj-Napoca, Roumanie | Roumanie - Monténégro | 1 - 1 | Qualifications pour la Coupe du monde 2018 (Groupe E) |
| 3 | 4 septembre 2017 | Podgorica, Monténégro | Monténégro - Roumanie | 1 - 0 | Qualifications pour la Coupe du monde 2018 (Groupe E) |
| 4 | 7 septembre 2018 | Ploiești, Roumanie    | Roumanie - Monténégro | 0 - 0 | Ligue des nations 2018-2019 (Ligue C)                 |
| 5 | 20 novembre 2018 | Podgorica, Monténégro | Monténégro - Roumanie | 0 - 1 | Ligue des nations 2018-2019 (Ligue C)                 |
| 6 | 4 juin 2022      | Podgorica, Monténégro | Monténégro - Roumanie | 2 - 0 | Ligue des nations 2022-2023 (Ligue B)                 |
| 7 | 14 juin 2022     | Bucarest, Roumanie    | Roumanie - Monténégro | 0 - 3 | Ligue des nations 2022-2023 (Ligue B)                 |

Bilan
- Total de matchs disputés : 7
- Victoires de l'équipe du Monténégro : 3
- Victoires de l'équipe de Roumanie : 2
- Matchs nuls : 2

### Russie
|   | Date            | Lieu                  | Match               | Score                  | Compétition                                |
| 1 | 27 mars 2015    | Podgorica, Monténégro | Monténégro - Russie | 0 - 3 (Sur tapis vert) | Qualifications pour l'Euro 2016 (Groupe G) |
| 2 | 12 octobre 2015 | Moscou, Russie        | Russie - Monténégro | 2 - 0                  | Qualifications pour l'Euro 2016 (Groupe G) |

Bilan
- Total de matchs disputés : 2
- Victoires de l'équipe du Monténégro : 0
- Victoires de l'équipe de Russie : 2
- Matchs nuls : 0

## S

### Saint-Marin
|   | Date              | Lieu                    | Match                    | Score | Compétition                                           |
| 1 | 11 septembre 2012 | Serravalle, Saint-Marin | Saint-Marin - Monténégro | 0 - 6 | Qualifications pour la Coupe du monde 2014 (Groupe H) |
| 2 | 14 novembre 2012  | Podgorica, Monténégro   | Monténégro - Saint-Marin | 3 - 0 | Qualifications pour la Coupe du monde 2014 (Groupe H) |

Bilan
- Total de matchs disputés : 2
- Victoires de l'équipe du Monténégro : 2
- Victoires de l'équipe de Saint-Marin : 0
- Matchs nuls : 0

### Serbie
|   | Date             | Lieu                  | Match               | Score | Compétition                                |
| 1 | 11 octobre 2018  | Podgorica, Monténégro | Monténégro - Serbie | 0 - 2 | Ligue des nations 2018-2019 (Ligue C)      |
| 2 | 17 novembre 2018 | Belgrade, Serbie      | Serbie - Monténégro | 1 - 2 | Ligue des nations 2018-2019 (Ligue C)      |
| 3 | 27 mars 2023     | Podgorica, Monténégro | Monténégro - Serbie | 0 - 2 | Qualifications pour l'Euro 2024 (Groupe G) |
| 4 | 17 octobre 2023  | Belgrade, Serbie      | Serbie - Monténégro | 3 - 1 | Qualifications pour l'Euro 2024 (Groupe G) |

Bilan
- Total de matchs disputés : 4
- Victoires de l'équipe du Monténégro : 0
- Victoires de l'équipe de Serbie : 4
- Matchs nuls : 0

### Slovaquie
|   | Date             | Lieu                  | Match                  | Score | Compétition  |
| 1 | 23 mai 2014      | Senec, Slovaquie      | Slovaquie - Monténégro | 2 - 0 | Match amical |
| 2 | 17 novembre 2022 | Podgorica, Monténégro | Monténégro - Slovaquie | 2 - 2 | Match amical |

Bilan
- Total de matchs disputés : 2
- Victoires de l'équipe du Monténégro : 0
- Victoires de l'équipe de Slovaquie : 1
- Matchs nuls : 1

### Slovénie
|   | Date             | Lieu                  | Match                 | Score | Compétition  |
| 1 | 22 août 2007     | Podgorica, Monténégro | Monténégro - Slovénie | 1 - 1 | Match amical |
| 2 | 2 juin 2018      | Podgorica, Monténégro | Monténégro - Slovénie | 0 - 2 | Match amical |
| 3 | 20 novembre 2022 | Ljubljana, Slovénie   | Slovénie - Monténégro | 1 - 0 | Match amical |

Bilan
- Total de matchs disputés : 3
- Victoires de l'équipe du Monténégro : 0
- Victoires de l'équipe de Slovénie : 2
- Matchs nuls : 1

### Suède
|   | Date              | Lieu                  | Match              | Score | Compétition                                |
| 1 | 12 septembre 2007 | Podgorica, Monténégro | Monténégro - Suède | 1 - 2 | Match amical                               |
| 2 | 15 novembre 2015  | Podgorica, Monténégro | Monténégro - Suède | 1 - 1 | Qualifications pour l'Euro 2016 (Groupe G) |
| 3 | 14 juin 2015      | Solna, Suède          | Suède - Monténégro | 3 - 1 | Qualifications pour l'Euro 2016 (Groupe G) |

Bilan
- Total de matchs disputés : 3
- Victoires de l'équipe du Monténégro : 0
- Victoires de l'équipe de Suède : 2
- Matchs nuls : 1

### Suisse
|   | Date            | Lieu                  | Match               | Score | Compétition                                |
| 1 | 8 octobre 2010  | Podgorica, Monténégro | Monténégro - Suisse | 1 - 0 | Qualifications pour l'Euro 2012 (Groupe G) |
| 2 | 11 octobre 2011 | Bâle, Suisse          | Suisse - Monténégro | 2 - 0 | Qualifications pour l'Euro 2012 (Groupe G) |

Bilan
- Total de matchs disputés : 2
- Victoires de l'équipe du Monténégro : 1
- Victoires de l'équipe de Suisse : 1
- Matchs nuls : 0

## T

### Tchéquie
|   | Date              | Lieu                  | Match                 | Score | Compétition                                           |
| 1 | 11 novembre 2011  | Prague, Tchéquie      | Tchéquie - Monténégro | 2 - 0 | Qualifications pour l'Euro 2012 (Groupe G)            |
| 2 | 15 novembre 2011  | Podgorica, Monténégro | Monténégro - Tchéquie | 0 - 1 | Qualifications pour l'Euro 2012 (Groupe G)            |
| 3 | 10 juin 2019      | Olomouc, Tchéquie     | Tchéquie - Monténégro | 3 - 0 | Qualifications pour l'Euro 2020 (Groupe A)            |
| 4 | 10 septembre 2019 | Podgorica, Monténégro | Monténégro - Tchéquie | 0 - 3 | Qualifications pour l'Euro 2020 (Groupe A)            |
| 5 | 20 juin 2023      | Podgorica, Monténégro | Monténégro - Tchéquie | 1 - 4 | Match amical                                          |
| 6 | 6 juin 2025       | Plzeň, Tchéquie       | Tchéquie - Monténégro | 2 - 0 | Qualifications pour la Coupe du monde 2026 (Groupe L) |
| 7 | 5 septembre 2025  | Podgorica, Monténégro | Monténégro - Tchéquie | -     | Qualifications pour la Coupe du monde 2026 (Groupe L) |

Bilan
- Total de matchs disputés : 6
- Victoires de l'équipe du Monténégro : 0
- Victoires de l'équipe de Tchéquie : 6
- Matchs nuls : 0

### Turquie
|   | Date               | Lieu                  | Match                | Score | Compétition                                           |
| 1 | 29 mai 2016        | Antalya, Turquie      | Turquie - Monténégro | 1 - 0 | Match amical                                          |
| 2 | 27 mars 2018       | Podgorica, Monténégro | Monténégro - Turquie | 2 - 2 | Match amical                                          |
| 3 | 1er septembre 2021 | Istanbul, Turquie     | Turquie - Monténégro | 2 - 2 | Qualifications pour la Coupe du monde 2022 (Groupe G) |
| 4 | 16 novembre 2021   | Podgorica, Monténégro | Monténégro - Turquie | 1 - 2 | Qualifications pour la Coupe du monde 2022 (Groupe G) |
| 5 | 11 octobre 2024    | Samsun Turquie        | Turquie - Monténégro | 1 - 0 | Ligue des nations 2024-2025 (Ligue B)                 |
| 6 | 19 novembre 2024   | Nikšić, Monténégro    | Monténégro - Turquie | 3 - 1 | Ligue des nations 2024-2025 (Ligue B)                 |

Bilan
- Total de matchs disputés : 6
- Victoires de l'équipe du Monténégro : 1
- Victoires de l'équipe de Turquie : 3
- Matchs nuls : 2

## U

### Ukraine
|   | Date            | Lieu                  | Match                | Score | Compétition                                           |
| 1 | 16 octobre 2012 | Kiev, Ukraine         | Ukraine - Monténégro | 0 - 1 | Qualifications pour la Coupe du monde 2014 (Groupe H) |
| 2 | 7 juin 2013     | Podgorica, Monténégro | Monténégro - Ukraine | 0 - 4 | Qualifications pour la Coupe du monde 2014 (Groupe H) |

Bilan
- Total de matchs disputés : 2
- Victoires de l'équipe du Monténégro : 1
- Victoires de l'équipe d'Ukraine : 1
- Matchs nuls : 0